# Мускала, Габриэла
Габриэла Мускала (пол. Gabriela Muskała; род. 11 июня 1969, Клодзко, Вроцлавское воеводство) — польская актриса театра, кино и телевидения.

## Биография
Старшая сестра Моника — переводчица и драматург.
В 1994 году окончила Лодзинскую киношколу. С 1993 по 1997 год работала в Лодзинском Всеобщем театре. Активно сниматься в кино и на телевидении начала в 2000-х годах.
В 2013 году получила медаль «За заслуги в культуре Gloria Artis».

## Личная жизнь
Супруг — режиссёр Гжегож Зглинский, Габриэла снималась в его фильме «Вся зима без огня». У пары есть сын Михал.

## Фильмография
| Год       |   | Русское название              | Оригинальное название         | Роль                |
| --------- | - | ----------------------------- | ----------------------------- | ------------------- |
| 1993      | ф | Разговор с человеком из шкафа | Rozmowa z czlowiekiem z szafy | н/д                 |
| 2004      | ф | Вся зима без огня             | Cała zima bez ognia           | Лабинота            |
| 2006—2007 | с | В добре и в зле               | Na dobre i na złe             | Ева Банасик         |
| 2008—2009 | с | Лондонцы                      | Londyńczycy                   | Ева Малец           |
| 2011      | ф | Мужество                      | Wymyk                         | Виола Фирлей        |
| 2012      | ф | Быть как Казимеж Дейна        | Być jak Kazimierz Deyna       | Зося, мать Казимежа |
| 2013      | ф | Желание жить                  | Chce się żyć                  | женщина-врач        |
| 2013      | с | Комиссар Алекс                | Komisarz Alex                 | Мариоля Филярская   |
| 2016      | ф | Волынь                        | Wołyń                         | Бронка              |
| 2018      | ф | Фуга                          | Fuga                          | Алиция / Кинга      |
| 2018      | с | Болото                        | Rojst                         | Магда Древичева     |
| 2019      | ф | Процедер                      | Proceder                      | мать Моники         |
| 2020      | ф | В лесу сегодня не до сна      | W lesie dziś nie zaśnie nikt  | Изабелла (Иза)      |